# Neobatrachus pictus
A Neobatrachus pictus a kétéltűek (Amphibia) osztályának békák (Anura) rendjébe, a mocsárjáróbéka-félék (Limnodynastidae) családjába, azon belül a Neobatrachus nembe tartozó faj.

## Előfordulása
Ausztrália endemikus faja. Az ország Dél-Ausztrália szövetségi államának délkeleti csücskében, és Victoria állam ezzel szomszédos délnyugati sarkában honos. Egy feljegyzés Új-Dél-Wales délnyugati részén is említi. Elterjedési területének mérete 362 000 km².

## Megjelenése
Közepes méretű békafaj, testhossza elérheti a 6,5 cm-t. Háta sárgásbarna vagy szürke sötétebb barna foltokkal, közepén halványsárga vagy krémszínű hosszanti csík húzódik. Testét apró fekete dudorok vagy kinővések borítják. Hasi oldala fehér. Pupillája függőleges elhelyezkedésű, íriszének felső fele bronz színű, alsó fele ezüstös. Dülledt szeme és pupillája a fajra jellemző különlegesség. A tympanum (hallószerv) nem látható. Mellső lábának ujjai közt nincs úszóhártya, a hátsókon teljesen kifejlett úszóhártya található. Lábainak alsó felén nagy méretű metatarzális gumó látható; ezt az ásószerű kitüremkedést használja az üregek kiásására.

## Életmódja
Élőhelye többféle lehet: a kevésbé vizes, nyílt rétektől az erdőkig és a sivatagos területekig megtalálható. Életének jó részét a föld alatt, elvermelve tölti. Csak esők után figyelhető meg. A hímek a víz felületén lebegve hívják énekükkel a nőstényeket.
A párzás heves esőzések után, késő nyártól tavaszig tart. Petéit laza csomókban rakja le időszakos pocsolyák, mocsarak, duzzasztott vizek felületére. A nőstény egyszerre akár 1000 petét is lerak. Az ebihalak hossza a 35. Gosner-stádiumben elérheti a 8 cm-t, színük szürke, arany vagy aranybarna. Teljes kifejlődésük öt-hét hónapig is eltart. Az átalakult egyedek gyakran láthatók szeptembertől novemberig.
Ha fenyegetve éri magát, a ragadozók elriasztása érdekében néha kiegyenesedik és felfújja magát, hogy nagyobbnak tűnjön.

## Természetvédelmi helyzete
A vörös lista a nem fenyegetett fajok között tartja nyilván. Elterjedési területén számos védett terület található. Új-Dél Wales államban ritka, emiatt veszélyeztetett fajnak számít.